# ناحیه لیکفیلد، شهرستان ساگیناو، میشیگان
ناحیه لیکفیلد (به انگلیسی: Lakefield Township) یک منطقهٔ مسکونی در ایالات متحده آمریکا است که در شهرستان سگینا، میشیگان واقع شده‌است.
 ناحیه لیکفیلد ۶۲٫۴ کیلومتر مربع مساحت و ۱٬۰۲۹ نفر جمعیت دارد و ۲۰۴ متر بالاتر از سطح دریا واقع شده‌است.